# Jag går upp på morgonen med girafferna
Jag går upp på morgonen med girafferna är en svensk dokumentärfilm i kortfilmsformat från 1982, regisserad av Agneta Fagerström-Olsson. Filmen handlar om konstnären Channa Bankier. Musiken komponerades av Thomas Gartz. Filmen belönades med priset "Award of Merit" vid Tammerfors filmfestival 1983.